# Kirchenburg Utendorf

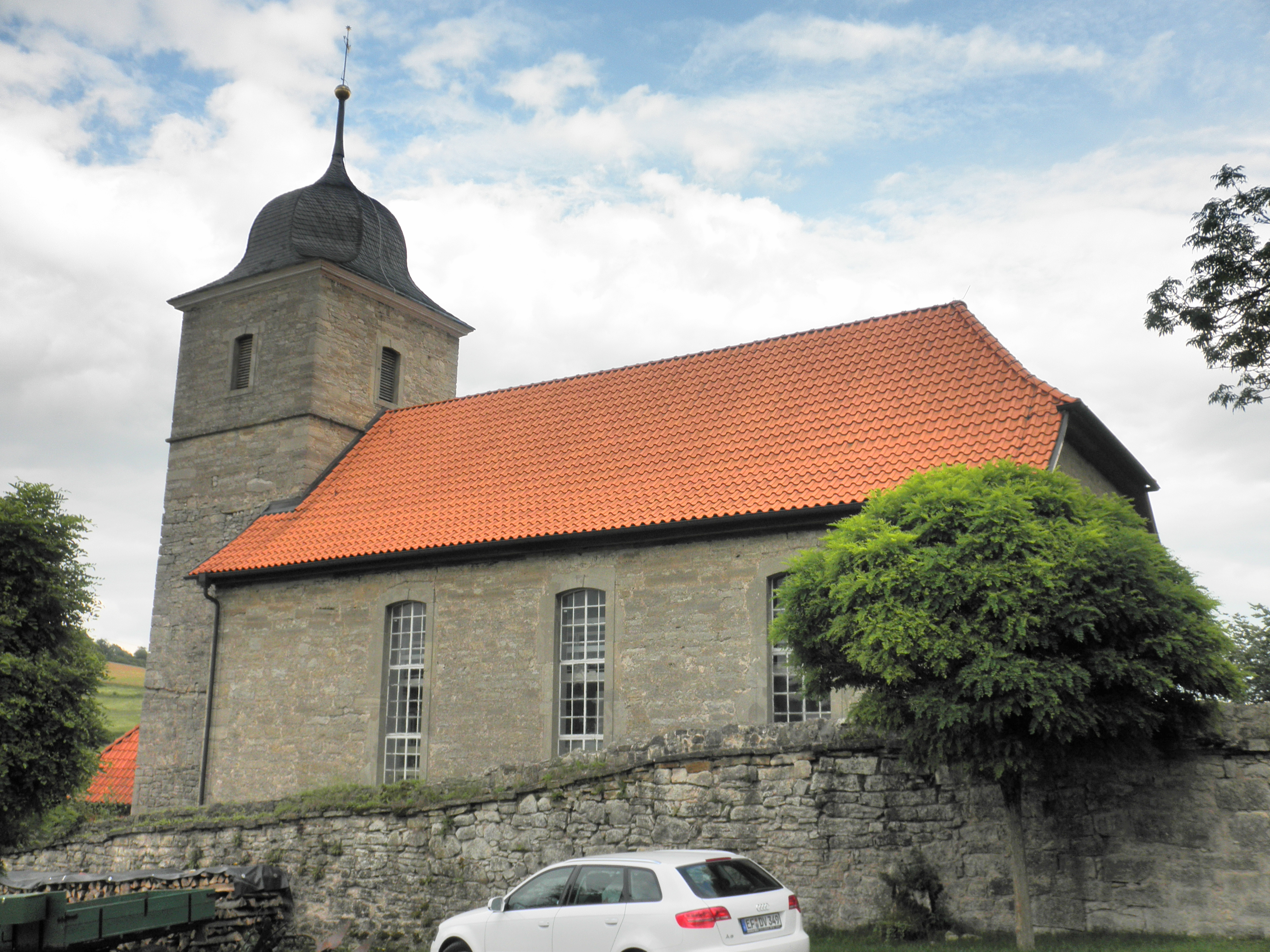
Die Kirchenburg

Die evangelisch-lutherische Kirchenburg steht in der Gemeinde Utendorf auf einem Berg im Landkreis Schmalkalden-Meiningen in Thüringen.

## Geschichte
An den mächtigen Bergfried der einstigen Burg wurde das Kirchenschiff gebaut und der Bergfried wurde zum Kirchturm umfunktioniert. Die Bauern bauten im 14. und 15. Jahrhundert in den Burghof die so genannten Gaden, wovon nur noch eine durch Überbauungen erhalten geblieben ist.
Pfarrer wohnten nie im Ort. Sie kamen von Walldorf oder auch aus Kühndorf zur Betreuung der Gläubigen nach hier.
1821 brachte der Neubau der Kirche eine Veränderung. Der Chorraum im Turmgeschoss wurde vermauert, das Kirchenschiff verlängert und zwei Emporen eingebaut. Auch der Turm erhielt nun das Glockenstockwerk. Die Räumlichkeiten wurden der Zeit gemäß ausgestalterisch angepasst. Die gefundene Predella aus dem Jahr 1653 erhielt nach der Restaurierung ihren neuen Platz.
Die Orgel wurde von 1821 bis 1824 eingebaut und 2011 restauriert.

## Diebstahl des Kirchenschatzes
Im 2. Markgräfler Krieg 1554 wurde der Kirchenschatz gestohlen. Mehrere Silberkelche, eine Monstranz aus katholischer Zeit und golddurchwirkte Messgewänder im Gesamtwert von 100 Gulden wurden entwendet.